# Morfo
Il morfo, in linguistica, è un'entità fonologica lineare che rappresenta il significante di un morfema, ossia la forma concreta che assume un morfema. Mentre il morfema è un'unità di significato, la cui consistenza può essere astratta e non espressa materialmente (quindi percepibile per vie diverse da quella sensoriale), il morfo è parte di una concreta realizzazione verbale ed è quindi composto da materiale fonologico. Non sempre è possibile, infatti, ravvisare la presenza e la posizione di un morfema nella scomposizione lineare di una concreta realizzazione verbale. Altrettanto, non è sempre facile risalire, a partire da un morfo, inteso come elemento dell'espressione, al piano del contenuto che un certo morfo esprime.

## Il morfo come entità fonologica lineare
Per comprendere meglio la differenza tra morfema e morfo, si considerino le parole parlare, essere, parla ed è. Nella prima è presente il morfema lessicale parl-, mentre -are è un morfema grammaticale, che possiamo indicare così: {INFINITO}. Analogamente, -a è un morfema grammaticale e precisamente (anche se certo non esclusivamente) {PRESENTE INDICATIVO 3ª PERSONA SINGOLARE}. La scomposizione lineare di parlare e parla è agevole, in quanto la presenza dei morfemi (e i confini tra di essi) sono ben evidenti. Non accade la stessa cosa per la parola è, dove anzi non è possibile scomporre affatto. Di fronte a questa difficoltà, è però facile comprendere che esiste una proporzione del genere:
- parlare : parla = essere : è

Si può illustrare questa corrispondenza anche attraverso una rappresentazione fattoriale:
- ax : bx = ay : by

dove x e y stanno per i due morfemi lessicali (rispettivamente {parlare} ed {essere}), mentre a e b rappresentano due morfemi grammaticali (rispettivamente {INFINITO} e {PRESENTE INDICATIVO 3ª PERSONA SINGOLARE}).
A questo punto, sappiamo che tanto parla quanto è contengono due morfemi (uno lessicale e l'altro grammaticale), ma nel secondo caso è più evidente la natura fattoriale dei morfemi. Infatti "i morfemi non sono sempre elementi posizionali ma fattoriali delle parole". Quando scomponiamo le parole, intese come sequenze di segmenti fonologici, troviamo morfi che rappresentano più morfemi. Detto altrimenti, la parola è è composta da un solo morfo, /ɛ/, che rappresenta da solo i due morfemi {essere} (morfema lessicale) e {PRESENTE INDICATIVO 3ª PERSONA SINGOLARE} (morfema grammaticale).
Ecco spiegato come una parola possa non essere scomposta in porzioni segmentali eppure indicare chiaramente di essere composta di più fattori.

## Difficoltà di identificazione dei morfi e dei loro significati
È però interessante notare che, data una parola, è talvolta possibile più di una segmentazione, come nel caso della parola turca ellerine:
- In un caso avremo el-ler-i-n-e = {mano} + {PLURALE} + {suo} + n + {DATIVO}
- In un altro avremo el-ler-i-ne = {mano} + {PLURALE} + {tuo} + {DATIVO}

Nel primo caso, la parola significa "alle sue mani", nel secondo "alle tue mani". Ciò ci dice che i morfi hanno talvolta una consistenza impalpabile. Né è sempre chiaro quale significato attribuire ad un morfo. Prendiamo il caso della parola italiana rifare. È abbastanza evidente che il morfo ri- significa {di nuovo}. Ma lo stesso morfo, nella parola ritenere, non ha affatto questo significato, ammesso che ne abbia alcuno.
I casi di morfi il cui significato è ineffabile sono frequenti in tutte le lingue, tanto che la linguistica ha elaborato il concetto di "morfo cranberry", riprendendo un fenomeno della lingua inglese: i termini cranberry, huckleberry etc. dal punto di vista morfologico possono essere segmentati agevolmente, ma le parole huckle e cran non appaiono in combinazione con altre parole o da sole. Insomma, "queste parole sono segmentabili formalmente, ma la loro prima parte è un significante vuoto".

## Allomorfia e suppletivismo
La variazione di morfi è chiamata allomorfia (morfi di una stessa classe). Questa variazione avviene senza nessun cambiamento di significato, ma attraverso diversi significanti. Così, il morfema {NEGAZIONE} in lingua italiana è espresso, ad esempio, dal morfo /in/, come accade in inaccessibile, incomprensibile, inaccettabile. In altri ambienti sintagmatici, l'italiano usa altri morfi: impossibile, illogico, irrisolto. I morfi /in/, /ir/, /il/, /im/ sono tutti allomorfi del morfema {NEGAZIONE}.
Altrettanto, il morfema {PLURALE} è espresso in turco dai morfi -lar e -ler e la lingua sceglie l'uno o l'altro in base ad un criterio di armonia vocalica.
Ancora, in arabo, si trovano due esempi di allomorfia, uno per esprimere negazione, l'altro per esprimere il plurale:
- il morfema {NEGAZIONE} è espresso in due modi: nel caso di un aggettivo si premette un altro sostantivo (ghayr) che significa "diversità", ma che ha funzione di negazione (come l'italiano "non"); nei casi di negazione di parole che non siano aggettivi, si prepone la preposizione lā (che, da solo, equivale al nostro "no"), unendola al sostantivo: così, ad esempio, markaziyya ("accentramento") diventa lā-markaziyya ("decentramento").
- il morfema {PLURALE} è espresso in due modi: talvolta si aggiunge un morfo apposito (-ūn) in fine di parola, come per muʿallim ("maestro"), che diventa muʿallimūn ("maestri"); in altri casi, l'arabo utilizza il cosiddetto "plurale fratto" o "interno": ṣadīq ("amico") diventa aṣdiqāʾ ("amici"), con aggiunta ma anche con spostamento di fonemi, secondo regole fisse.[7]

Mentre i processi di alternanza vocalica o consonantica comportano una variazione di una parte tutto sommato contenuta del materiale fonologico, esistono fenomeni di alternanza più drastici, quali il suppletivismo. Nel caso del suppletivismo, si ha la confluenza in uno stesso paradigma di morfi che, dal punto di vista fonologico e spesso anche storico, non hanno nulla a che vedere tra loro, come nel caso del verbo essere, che usa stato per participio passato, un morfo in origine appartenente al verbo stare. Ancora più evidente è il caso del verbo andare: al presente indicativo alcune persone usano una radice diversa da quella del resto del paradigma (vado, vai, va, vanno). Vado, vai, stato si dicono "forme suppletive". Detto altrimenti, "il suppletivismo [...] elimina completamente le relazioni fonologiche tra parole semanticamente collegate".

## Tipi di morfo
È possibile istituire una classificazione dei morfi a partire dalla loro combinabilità: la distinzione tra morfi liberi e legati risale all'opera di Leonard Bloomfield.
- morfo libero: può comparire da solo e quindi può costituire da sé una parola; si tratta in generale degli articoli, le particelle, qualche avverbio, e così via, per esempio: adesso, quando, il, si (in italiano), dog (in inglese);
- morfo legato: è legato ogni morfo che abbia bisogno di legarsi ad altro morfo (libero o legato anch'esso) per formare una parola: nazion-, -t-, -al-, -i, uom-, -ini, il plurale inglese -s, il gerundio italiano -ndo etc.

Alcuni linguisti chiamano radice anche un morfema libero, purché abbia un significato fondamentale e si possa legare ad affissi; per esempio, qual può stare da solo o legarsi all'affisso -i per formare la parola quali.
In inglese tutti i sostantivi regolari possono essere considerati morfi liberi e anche radici, in quanto hanno un significato fondamentale e possono legarsi all'affisso -s per formare il plurale.
Questa distinzione è più utile per l'inglese che per l'italiano, però viene utilizzata dai linguisti italiani per definire le cosiddette "parole funzionali", come articoli o preposizioni, che vengono per questo considerate morfemi "semiliberi".

### Radici e affissi
I morfi legati si possono distinguere a loro volta in radici e affissi, secondo una tradizione elaborata nell'antica India:
- radice: il morfo che esprime un significato generale
- affisso: un morfo che non ha un significato proprio ma che serve per specificare meglio il significato delle radici a cui si lega

In base al principio di posizionalità, gli affissi possono precedere la radice, intrudersi in essa o agganciarsi alla sua destra. Si può allora distinguere gli affissi in prefissi, infissi e suffissi.

#### Affissazione
Ciascuna lingua usa tecniche molto diverse di affissazione, manifestando talvolta propensione per una o due delle sue forme tipiche: l'italiano le usa tutte ma predilige prefissi e suffissi; lo swahili usa la prefissazione per dotare le parole di alcune informazioni grammaticali; il turco è specializzato nei meccanismi di suffissazione; l'arabo, con le sue costruzioni a pettine, ha un atteggiamento assolutamente peculiare rispetto all'affissazione.